# Eccellenza Umbria 2021-2022
Il campionato italiano di calcio di Eccellenza regionale 2021-2022 è il trentunesimo organizzato in Italia. Rappresenta il quinto livello del calcio italiano ed il maggiore in ambito regionale.
Questo è il girone unico organizzato dal Comitato Regionale dell'Umbria, che riprende la propria attività, dopo l'annullamento per Covid-19 della stagione precedente.

## Stagione
Dopo l'annullamento per Covid-19 del campionato 2020-21, tutte le 18 società aventi diritto hanno confermato la loro iscrizione anche per questa stagione.

### Aggiornamenti
Cambio di denominazione:
- da Società Sportiva Dilettantistica Assisi Subasio ad Associazione Sportiva Dilettantistica Fortitudo Assisi Subasio.[2]

### Formula
In previsione del ritorno a 16 partecipanti, il Comitato Regionale Umbria, grazie ad una deroga concessa dalla LND, ha stabilito che il ripristino del normale format del campionato avverrà in modo graduale nelle stagioni 2021-2022 e 2022-2023 (per quest'ultima l'organico del campionato scenderà a 17 squadre). In conseguenza di ciò, le retrocessioni previste sono: quattro (le ultime due classificate, più le due perdenti dei play out) in caso di nessuna od una retrocessione dalla Serie D, oppure cinque (17ª e 18ª, più perdenti semifinali e finale play out) in caso di due o più retrocessioni dalla Serie D.

### Avvenimenti
In seguito al peggioramento della situazione epidemiologica da Covid-19, la ripresa del campionato dopo la pausa per le festività natalizie (inizialmente prevista il 9 gennaio 2022) fu posticipata dapprima al 23 gennaio, e in seguito al 30 gennaio.

## Squadre partecipanti
| Club                 | Città                                | Stadio                               | Stagione 2019-20                                           |
| -------------------- | ------------------------------------ | ------------------------------------ | ---------------------------------------------------------- |
| Angelana             | S. Maria degli Angeli di Assisi (PG) | Stadio Giuseppe Migaghelli           | 14º posto in Eccellenza Umbria                             |
| Assisi Subasio       | Assisi (PG)                          | Stadio Enzo Boccacci                 | 12º posto in Eccellenza Umbria                             |
| Bastia               | Bastia Umbra (PG)                    | Stadio Carlo Degli Esposti           | 16º posto in Serie D/E, retrocesso                         |
| Branca               | Branca di Gubbio (PG)                | Stadio Santa Barbara                 | 1º posto in Promozione Umbria/A, promosso                  |
| Castel del Piano     | Castel del Piano di Perugia          | Stadio Liborio Menicucci             | 10º posto in Eccellenza Umbria                             |
| Castiglione del Lago | Castiglione del Lago (PG)            | Stadio Roberto Giommoni              | 7º posto in Eccellenza Umbria                              |
| Ducato Spoleto       | San Giacomo di Spoleto (PG)          | Stadio Marco Capitini                | 13º posto in Eccellenza Umbria                             |
| Ellera               | Ellera di Corciano (PG)              | Stadio Gianfranco Fioroni            | 16º posto in Eccellenza Umbria, retrocessa e poi ripescata |
| Gualdo Casacastalda  | Gualdo Tadino (PG)                   | Stadio Carlo Angelo Luzi             | 15º posto in Eccellenza Umbria                             |
| Lama                 | Lama di San Giustino (PG)            | Stadio Polchi-Laurenzi               | 9º posto in Eccellenza Umbria                              |
| Massa Martana        | Massa Martana (PG)                   | Stadio Comunale                      | 1º posto in Promozione Umbria/B, promosso                  |
| Narnese              | Narni (TR)                           | Stadio Moreno Gubbiotti              | 3º posto in Eccellenza Umbria                              |
| Nestor               | Marsciano (PG)                       | Stadio Alberto Checcarini            | 4º posto in Eccellenza Umbria                              |
| Olympia Thyrus S.V.  | Terni                                | Stadio Ovidio Laureti (sintetico)    | 6º posto in Promozione Umbria/B, ripescata                 |
| Orvietana            | Orvieto (TR)                         | Stadio Luigi Muzi                    | 5º posto in Eccellenza Umbria                              |
| Pontevalleceppi      | Ponte Valleceppi di Perugia          | Stadio Giuliano Borgioni (sintetico) | 8º posto in Eccellenza Umbria                              |
| San Sisto            | San Sisto di Perugia                 | Stadio Comunale (sintetico)          | 11º posto in Eccellenza Umbria                             |
| V. A. Sansepolcro    | Sansepolcro (AR)                     | Stadio Buitoni                       | 6º posto in Eccellenza Umbria                              |

## Classifica finale
|  | Pos. | Squadra                      | Pt | G  | V  | N  | P  | GF | GS | DR  |
|  | ---- | ---------------------------- | -- | -- | -- | -- | -- | -- | -- | --- |
|  | 1.   | Orvietana                    | 78 | 34 | 24 | 6  | 4  | 61 | 20 | +41 |
|  | 2.   | Lama                         | 69 | 34 | 20 | 9  | 5  | 61 | 24 | +37 |
|  | 3.   | Narnese                      | 68 | 34 | 19 | 11 | 4  | 53 | 18 | +35 |
|  | 4.   | Ellera                       | 65 | 34 | 18 | 11 | 5  | 50 | 17 | +33 |
|  | 5.   | Pontevalleceppi              | 56 | 34 | 17 | 5  | 12 | 52 | 48 | +4  |
|  | 6.   | Vivi Altotevere Sansepolcro  | 49 | 34 | 12 | 13 | 9  | 40 | 27 | +13 |
|  | 7.   | Nestor                       | 48 | 34 | 14 | 6  | 14 | 38 | 44 | -6  |
|  | 8.   | Massa Martana                | 45 | 34 | 11 | 12 | 11 | 37 | 35 | +2  |
|  | 9.   | San Sisto                    | 44 | 34 | 10 | 14 | 10 | 33 | 32 | +1  |
|  | 10.  | Castiglione del Lago         | 43 | 34 | 10 | 13 | 11 | 33 | 30 | +3  |
|  | 11.  | Olympia Thyrus San Valentino | 42 | 34 | 11 | 9  | 14 | 48 | 47 | +1  |
|  | 12.  | Branca                       | 41 | 34 | 11 | 8  | 15 | 39 | 47 | -8  |
|  | 13.  | Bastia                       | 40 | 34 | 10 | 10 | 14 | 46 | 47 | -1  |
|  | 14.  | Angelana                     | 37 | 34 | 9  | 10 | 15 | 37 | 41 | -4  |
|  | 15.  | Ducato Spoleto               | 35 | 34 | 8  | 11 | 15 | 29 | 48 | -19 |
|  | 16.  | Castel del Piano             | 33 | 34 | 8  | 9  | 17 | 27 | 56 | -29 |
|  | 17.  | Gualdo Casacastalda (-1)     | 20 | 34 | 5  | 6  | 23 | 13 | 62 | -49 |
|  | 18.  | Fortitudo Assisi Subasio     | 19 | 34 | 4  | 7  | 23 | 25 | 79 | -54 |

Legenda:

      Promossa in Serie D 2022-2023.
      Ammessa ai play-off nazionali.
 Ammesse ai play-off o ai play-out.
      Retrocessa in Promozione Umbria 2022-2023.
Regolamento:

Tre punti a vittoria, uno a pareggio, zero a sconfitta.
In caso di arrivo a pari punti fra due squadre per assegnare il 1º posto (promozione diretta) ed il 17º posto (retrocessione diretta) viene disputata una gara di spareggio in campo neutro.
In caso di arrivo di due o più squadre a pari punti, la graduatoria verrà stilata secondo la classifica avulsa tra le squadre interessate, che prevede in ordine i seguenti criteri: 
- Punti negli scontri diretti
- Differenza reti negli scontri diretti
- Differenza reti generale
- Reti realizzate in generale
- Sorteggio

Nei play off e nei play out vige il criterio dei 9 punti di distacco, soglia al di sopra della quale, la sfida non viene disputata e la squadra meglio classificata, a seconda dei casi, o accede alla fase successiva oppure ottiene la salvezza.
Note:

Il Gualdo Casacastalda è stato sanzionato con 1 punto di penalizzazione per una rinuncia.

## Risultati

### Tabellone
Ogni riga indica i risultati casalinghi della squadra segnata a inizio della riga, contro le squadre segnate colonna per colonna (che invece avranno giocato l'incontro in trasferta). Al contrario, leggendo la colonna di una squadra si avranno i risultati ottenuti dalla stessa in trasferta, contro le squadre segnate in ogni riga, che invece avranno giocato l'incontro in casa.
|                          | ANG  | BAS  | BRA  | CPI  | CAS  | DUC  | ELL  | FOR  | GUA  | LAM  | MAS  | NAR  | NES  | OLY  | ORV  | PVC  | SAS  | VAS  |
| ------------------------ | ---- | ---- | ---- | ---- | ---- | ---- | ---- | ---- | ---- | ---- | ---- | ---- | ---- | ---- | ---- | ---- | ---- | ---- |
| Angelana                 | –––– | 2-0  | 1-1  | 1-2  | 2-1  | 2-1  | 0-3  | 0-1  | 1-1  | 0-1  | 0-0  | 2-0  | 0-1  | 1-0  | 0-2  | 1-1  | 1-0  | 1-2  |
| Bastia                   | 1-0  | –––– | 0-0  | 1-1  | 2-1  | 1-2  | 0-4  | 1-2  | 1-0  | 0-1  | 1-2  | 0-2  | 1-2  | 1-1  | 0-2  | 4-1  | 1-2  | 3-0  |
| Branca                   | 1-3  | 1-1  | –––– | 2-0  | 0-2  | 1-0  | 0-3  | 3-2  | 3-0  | 2-2  | 2-0  | 0-1  | 2-4  | 2-1  | 0-1  | 1-2  | 1-2  | 1-0  |
| Castel del Piano         | 2-1  | 1-1  | 3-1  | –––– | 4-2  | 0-0  | 0-4  | 3-0  | 0-1  | 0-2  | 1-4  | 1-1  | 0-0  | 1-0  | 0-2  | 2-3  | 1-1  | 0-3  |
| Castiglione del Lago     | 3-1  | 1-2  | 1-0  | 0-0  | –––– | 2-0  | 0-0  | 2-1  | 3-0  | 0-2  | 0-0  | 1-2  | 0-0  | 1-0  | 0-0  | 1-2  | 0-0  | 0-0  |
| Ducato Spoleto           | 3-2  | 1-2  | 1-1  | 1-1  | 1-1  | –––– | 0-0  | 3-2  | 1-0  | 1-1  | 1-5  | 0-0  | 3-1  | 0-2  | 0-3  | 0-2  | 0-1  | 0-2  |
| Ellera                   | 2-2  | 1-3  | 0-0  | 3-0  | 1-0  | 1-1  | –––– | 1-0  | 2-0  | 2-0  | 3-0  | 0-0  | 1-0  | 0-0  | 0-1  | 2-1  | 2-0  | 0-1  |
| Fortitudo Assisi Subasio | 2-2  | 0-6  | 1-1  | 0-1  | 1-1  | 0-2  | 0-4  | –––– | 0-1  | 1-2  | 1-0  | 0-5  | 1-1  | 1-0  | 0-3  | 1-4  | 1-1  | 1-3  |
| Gualdo Casacastalda      | 0-2  | 0-0  | 0-1  | 0-1  | 0-2  | 0-0  | 1-1  | 0-0  | –––– | 0-2  | 1-0  | 0-2  | 2-1  | 1-4  | 0-2  | 1-2  | 0-3  | 0-0  |
| Lama                     | 1-0  | 1-1  | 4-1  | 4-1  | 1-2  | 2-3  | 1-0  | 4-0  | 6-1  | –––– | 0-0  | 2-2  | 2-0  | 3-0  | 1-0  | 3-0  | 1-1  | 1-1  |
| Massa Martana            | 1-1  | 2-2  | 0-0  | 2-0  | 0-0  | 4-1  | 0-0  | 2-0  | 3-0  | 0-3  | –––– | 0-0  | 0-1  | 1-1  | 1-2  | 2-0  | 0-0  | 1-0  |
| Narnese                  | 2-1  | 1-0  | 2-0  | 2-0  | 2-1  | 2-0  | 0-1  | 4-0  | 2-0  | 0-1  | 4-0  | –––– | 6-0  | 2-1  | 0-0  | 1-0  | 1-1  | 0-0  |
| Nestor                   | 1-1  | 0-4  | 0-3  | 2-0  | 1-0  | 1-0  | 0-3  | 1-0  | 5-0  | 1-1  | 0-1  | 1-1  | –––– | 2-0  | 4-0  | 1-0  | 2-0  | 1-0  |
| Olympia Thyrus SV        | 2-1  | 2-2  | 1-3  | 4-1  | 1-1  | 2-0  | 2-3  | 5-1  | 2-1  | 1-0  | 3-2  | 1-1  | 4-2  | –––– | 1-0  | 0-2  | 1-2  | 2-2  |
| Orvietana                | 1-1  | 4-1  | 4-1  | 3-0  | 2-2  | 1-1  | 3-1  | 6-1  | 1-0  | 1-0  | 2-0  | 1-1  | 1-0  | 1-0  | –––– | 3-1  | 1-0  | 2-0  |
| Pontevalleceppi          | 1-4  | 4-2  | 2-1  | 2-0  | 0-1  | 1-2  | 0-0  | 3-2  | 4-1  | 0-3  | 1-1  | 2-0  | 3-2  | 3-1  | 2-1  | –––– | 1-1  | 1-0  |
| San Sisto                | 1-0  | 1-1  | 2-1  | 0-0  | 1-1  | 0-0  | 1-2  | 2-0  | 0-1  | 1-2  | 1-3  | 0-2  | 2-0  | 2-2  | 0-1  | 3-1  | –––– | 1-1  |
| V.A. Sansepolcro         | 0-0  | 2-0  | 1-2  | 3-0  | 1-0  | 2-0  | 0-0  | 2-2  | 5-0  | 1-1  | 3-0  | 1-2  | 2-0  | 1-1  | 1-4  | 0-0  | 0-0  | –––– |

## Spareggi

### Play-off
La seconda classificata è stata ammessa direttamente in finale per aver inflitto alla quinta classificata un distacco in classifica superiore ai 9 punti.

#### Tabellone
|  | Semifinali | Semifinali | Semifinali |        |   | Finale | Finale | Finale |  |
|  |            |            |            |        |   |        |        |        |  |
|  | 2          | Lama       |            |        |   |        |        |        |  |
|  | 2          | Lama       |            |        |   |        |        |        |  |
|  |            |            |            |        |   |        |        |        |  |
|  |            | 2          | Lama       | 1      |   |        |        |        |  |
|  |            |            |            | 1      |   |        |        |        |  |
|  |            |            | 4          | Ellera | 2 |        |        |        |  |
|  | 3          | Narnese    | 4          | Ellera | 2 | 1      |        |        |  |
|  | 3          | Narnese    |            |        |   |        |        |        |  |
|  | 4          | Ellera     | 2          |        |   |        |        |        |  |

#### Semifinale
|         | Risultati |        | Luogo e data          |
| ------- | --------- | ------ | --------------------- |
| Narnese | 1-2       | Ellera | Narni, 15 maggio 2022 |
|         |           |        |                       |

#### Finale
|      | Risultati |        | Luogo e data                         |
| ---- | --------- | ------ | ------------------------------------ |
| Lama | 1-2       | Ellera | Lama di San Giustino, 22 maggio 2022 |
|      |           |        |                                      |

### Play-out

#### Tabellone
|  | Semifinali | Semifinali       | Semifinali |          |    | Finale | Finale | Finale |  |
|  |            |                  |            |          |    |        |        |        |  |
|  | 13         | Bastia (dts)     | 3          |          |    |        |        |        |  |
|  | 13         | Bastia (dts)     | 3          |          |    |        |        |        |  |
|  | 16         | Castel del Piano | 2          |          |    |        |        |        |  |
|  | 16         | Castel del Piano | 2          |          | 13 | Bastia | 2      |        |  |
|  |            |                  |            |          | 13 | Bastia | 2      |        |  |
|  |            |                  | 14         | Angelana | 4  |        |        |        |  |
|  | 14         | Angelana (dts)   | 14         | Angelana | 4  | 3      |        |        |  |
|  | 14         | Angelana (dts)   |            |          |    |        |        |        |  |
|  | 15         | Ducato Spoleto   | 1          |          |    |        |        |        |  |

#### Semifinali
|          | Risultati |                  | Luogo e data                 |
| -------- | --------- | ---------------- | ---------------------------- |
| Bastia   | 3-2 (dts) | Castel del Piano | Bastia Umbra, 15 maggio 2022 |
| Angelana | 3-1 (dts) | Ducato Spoleto   | Cannara, 15 maggio 2022      |
|          |           |                  |                              |

#### Finale
|        | Risultati |          | Luogo e data                 |
| ------ | --------- | -------- | ---------------------------- |
| Bastia | 2-4       | Angelana | Bastia Umbra, 29 maggio 2022 |
|        |           |          |                              |